# South Luangwa National Park
South Luangwa National Park in het oosten van Zambia is het zuidelijkst gelegen van de drie nationale parken die in het dal van de rivier de Luangwa gelegen zijn. In het park leven grote populaties van Thornicrofts giraffe, de olifant en de Afrikaanse buffel. Rond de rivier leven groepen krokodillen en nijlpaarden. Het is een van de meest bekende nationale parken in Afrika die geschikt zijn voor wandelsafari's. Al in 1938 werd het park opgericht om er de natuur te beschermen. In 1972 werd het gebied uitgeroepen tot nationaal park en is nu 9.050 km² groot.
Het Muchinga-gebergte vormt de noord- of noordwestgrens van het park. Aan de oostkant van het park is de enige officiële ingang gelegen. Het park is gelegen in een savanne-ecoregio, licht begroeid met globaal twee soorten bomen, de Mopane en de Miombo. De Mopane is meer bestand tegen hogere temperaturen en weinig regen waardoor hij met name in lagergelegen gebieden te vinden is. De Miombi heeft echter meer regen nodig en is daarom meer bergopwaarts te vinden.
In de savannes zijn grote graslanden waar grazende dieren als zebra's en giraffes te vinden zijn. Rond de rivier zijn regelmatig ondergelopen graslanden waar nijlpaarden te vinden zijn. De uitwerpselen van die nijlpaarden zorgen ervoor dat het ecosysteem in standgehouden wordt; in de rivier kunnen daardoor vissen leven die de krokodillen weer voeden.
Alhoewel het park bekendstaat om zijn goede bescherming tegen stropers, zijn zwarte neushoorns er sinds 1987 niet meer te vinden.
De organisatie achter het onderhoud van het park is gevestigd in Mfuwe, vlak bij een vliegveld.